# Spréva
Spréva (německy Spree, hornolužickosrbsky Sprjewja) je řeka ve východním Německu (Sasko, Braniborsko, Berlín), která na dvou místech krátce protéká i územím Česka (ve Šluknovském výběžku). Spréva je 375,3 km dlouhá a její povodí má plochu 9 858 km². Protéká Berlínem a je největším přítokem řeky Havoly.

## Průběh toku

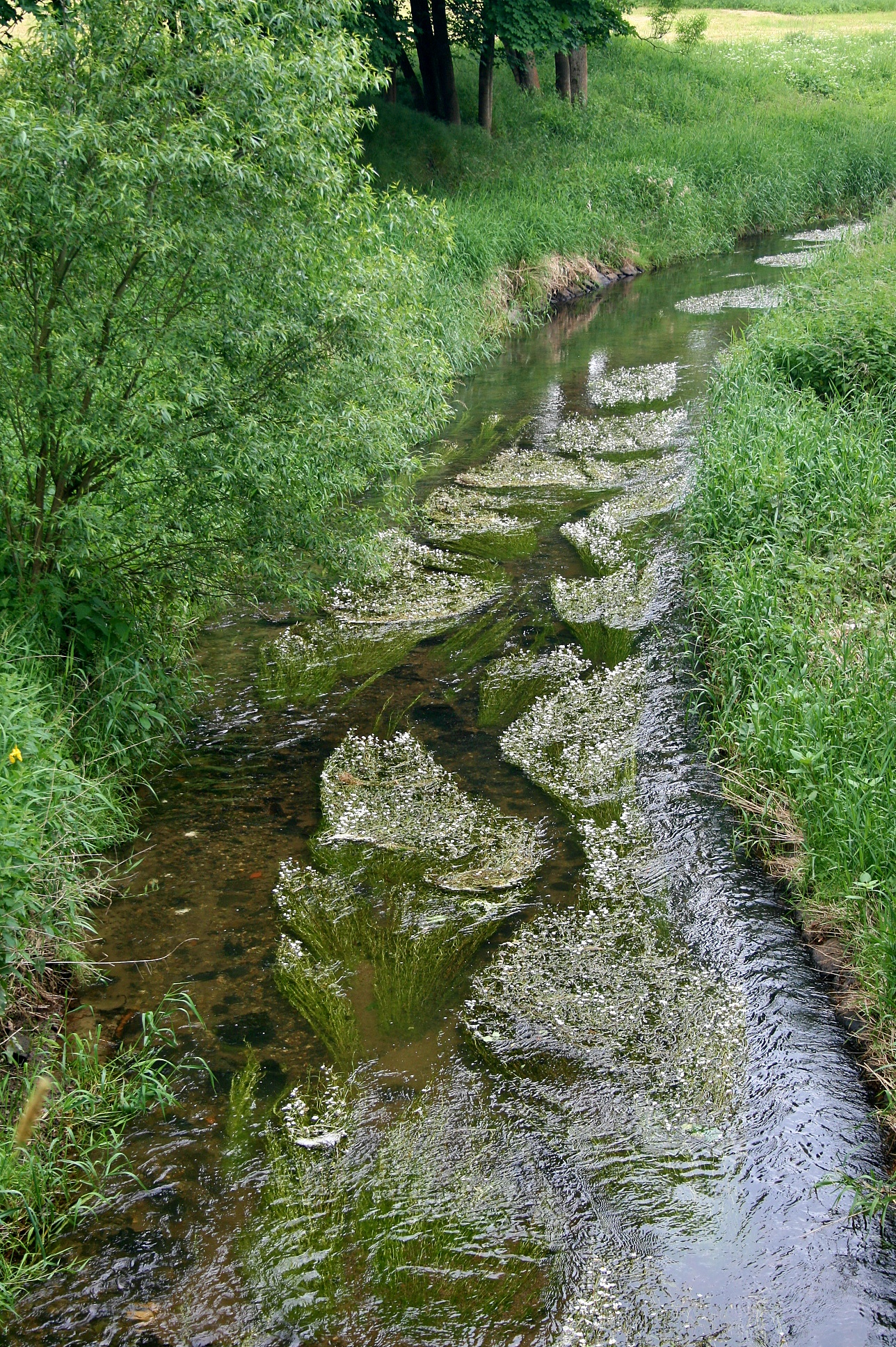
Spréva v katastru bývalé obce Fukov

Spréva pramení poblíž česko-německé státní hranice na rozhraní Šluknovského výběžku (okres Děčín) a zemského okresu Zhořelec v Sasku ze tří pramenů: v Neugersdorfu, na západním úbočí hory Kottmar (582 m) a v Ebersbachu-Spreedorfu. Mezi Neugersdorfem a Ebersbachem tvoří horní tok Sprévy česko-německou hranici a v katastru zaniklé obce Fukov protéká v délce asi 500 metrů čistě českým územím.
Řeka dále teče přes Středoevropskou nížinu, historickým územím Horní a Dolní Lužice a následně Braniborska, přičemž protéká středisky všech těchto regionů (Budyšín, Chotěbuz, Berlín) a řadou dalších měst. Pod Chotěbuzí (tj. severně) v oblasti Spreewald se její tok rozlévá do více ramen a postupně opisuje dva velké oblouky, kterými několikrát zcela mění směr, načež se mezi Beeskowem a Fürstenwalde obrací severozápado-západním směrem. Zde je ze Sprévy veden důležitý plavební kanál do Eisenhüttenstadtu na Odře.
Spréva dále protéká předměstím Köpenick a středem Berlína a ve Špandavě se zleva vlévá do Havoly, přičemž je v místě soutoku podstatně delší zdrojnicí než sama Havola.
Na řece je od roku 1977 postavena Budyšínská vodní nádrž. Dále přirozeně protéká přes jezera Schwielochsee a Müggel.

## Přítoky
- levé – Dahme
- pravé – Schwarzer Schöps, Löbauer Wasser, Wuhle, Panke

## Vodní režim
Nejvyšších vodních stavů dosahuje na jaře, v létě hladina klesá. Průměrný průtok v ústí je 36 m³/s. Ten je regulován četnými přehradními nádržemi a jezery. Řeka nepravidelně zamrzá jen v některých letech.

## Využití
Řeka je splavněna a vodní doprava je možná v délce 182 km. Je součástí vodní cesty, která spojuje Odru (s kterou je spojena kanálem) a Labe (do kterého se vlévá Havola).
Na řece leží města Ebersbach-Neugersdorf, Neusalza-Spremberg, Schirgiswalde-Kirschau, Budyšín, Spremberg, Chotěbuz, Lübbenau, Lübben, Beeskow, Fürstenwalde/Spree, Erkner a Berlín.